# Легенды Мира из огня
«Легенды мира из огня» — шестой студийный альбом группы «Гран-КуражЪ», выпущенный 1 марта 2024 года.

## Концепция
Концепцию сюжетной истории альбома написали основатель группы Михаил Бугаев, её вокалист Пётр Елфимов и поэтесса Ольга Ковалевская. В записи композиции «Последняя глава» приняли участи бывшие вокалисты группы Михаил Житняков (ныне группа «Ария») и Евгений Колчин (ныне группа Hardballs), а также Елена Минина из группа «Джоконда». Впервые группа решилась на создание цикла песен, объединённых общей концепцией. В альбоме воссоздан мир постапокалипсиса, где, благодаря экспериментам со временем и переносом сознания, герои кельтских легенд перерождаются вместе с королём Артуром.
Тема постапокалипсиса появилась в творчестве группы ещё на этапе создания альбома «Жить как никто другой», когда на этом альбоме появилась титульная песня, навеянная впечатлением от фильма «Дорога ярости».

## Список композиций
| №                   | Название                                                                | Текст песни                | Музыка               | Длительность |
| ------------------- | ----------------------------------------------------------------------- | -------------------------- | -------------------- | ------------ |
| 1.                  | «Предвестие мира из огня»                                               | О. Ковалевская             | М. Бугаев            | 1:22         |
| 2.                  | «Где правит пламя»                                                      | О. Ковалевская             | М. Бугаев            | 4:41         |
| 3.                  | «Багровые реки»                                                         | А. Жуков                   | П. Елфимов           | 4:16         |
| 4.                  | «Станем вместе»                                                         | О. Ковалевская, М.Бугаев   | М. Бугаев            | 5:50         |
| 5.                  | «Лети»                                                                  | О. Ковалевская, М.Бугаев   | М. Бугаев            | 4:24         |
| 6.                  | «Все твои печали»                                                       | О. Ковалевская             | М. Бугаев            | 4:36         |
| 7.                  | «Чёрный лебедь»                                                         | О. Ковалевская, П. Елфимов | П.Елфимов, М. Бугаев | 5:17         |
| 8.                  | «Замок забвенья»                                                        | О. Ковалевская, М. Бугаев  | М.Бугаев, П. Елфимов | 4:55         |
| 9.                  | «Время»                                                                 | О. Ковалевская, М. Бугаев  | М.Бугаев, П. Елфимов | 5:03         |
| 10.                 | «Моргана»                                                               | О. Ковалевская, П. Елфимов | П.Елфимов            | 5:12         |
| 11.                 | «В петле судьбы (feat. Влад Паутов)»                                    | О. Ковалевская             | М. Бугаев            | 3:56         |
| 12.                 | «Последняя глава (feat. Михаил Житняков, Евгений Колчин, Елена Минина)» | О. Ковалевская             | М. Бугаев            | 10:21        |
| 13.                 | «Камелот»                                                               | О. Ковалевская, П. Елфимов | П.Елфимов            | 4:04         |
| 14.                 | «Не отпускай меня (feat. Елена Минина)»                                 | П. Елфимов                 | М. Бугаев            | 4:57         |
| Общая длительность: | Общая длительность:                                                     | Общая длительность:        | Общая длительность:  | 1:09:00      |

## Участники записи

### Группа «Гран-КуражЪ»
- Пётр Елфимов — вокал
- Михаил Бугаев — электрогитара, акустическая гитара, клавишные
- Юрий Бобырёв — электрогитара
- Павел Селеменев — бас-гитара
- Алексей Путилин — барабаны
- Вячеслав Стосенко — барабаны

### Гости альбома
- Елена Минина (Джоконда) — вокал (12, 14)
- Михаил Житняков (Ария) — вокал (12)
- Евгений Колчин (Hardballs) — вокал (12)
- Влад Паутов (Metheora) — вокал (11)
- Илья Коровкин (Ретрием, Forces United) — бэк-вокал (3,13)
- Вадим Лановой — бэк-вокал, хор (4, 13)
- Алина Артамошкина — бэк-вокал (14)
- Александр (WISH) Андрюхин (Metheora) — клавиши (1,7,9,13), соло (7)
- Иван Бадян (Yohanan) — оркестровки (6, 12)
- Александр Корпусёв (Margenta) — классическая гитара (14)
- Фёдор Уваров — скрипка (14)
- Ансамбль детской хоровой студии «Веснянка» (4)
- Состав: Лиза Жильцова, Варя Жильцова, Маша Исаева, Егор Исаев, Катя Ситкова. Руководитель ансамбля — Наталия Минина.

### Дополнительная информация
- Запись инструментов, хора, а также М.Житнякова и Е.Мининой: студия «SonicPlant»
- Звукорежиссёр: Юрий Бобырёв
- Запись основного вокала: студия Петра Елфимова
- Сведение и мастеринг: Макс Новиков
- Оформление: MAYHEM PROJECT DESIGN